# Själö, Ingå
Själö är en ö i Finland.  Den ligger i kommunen Ingå i Ingå kommuns skärgård, utanför Orslandet i den ekonomiska regionen  Raseborg och landskapet Nyland, i den södra delen av landet, 60 km väster om huvudstaden Helsingfors.